# Territoire antarctique britannique
Le territoire antarctique britannique, en anglais British Antarctic Territory, est un territoire revendiqué par le Royaume-Uni qui se trouve en Antarctique. Sa superficie est de 1 709 400 km2. Elle inclut la terre de Graham, les îles Shetland du Sud, les îles Orcades du Sud et le bout de la péninsule Antarctique. Il n'y a aucun résident permanent, seulement environ 200 chercheurs qui occupent la terre, dans les quatre stations de recherche, permanentes (Halley et Rothera) ou estivales (Fossil Bluff et Signy).

## Administration
Le territoire a fait administrativement partie des îles Malouines jusqu'en 1962. Il est passé sous administration directe du Foreign and Commonwealth Office le 3 mars 1962 et fait maintenant partie des territoires d'outre-mer (Overseas Territories) du Royaume-Uni.
De l'aveu même du Foreign Office, la majeure partie du territoire est revendiquée par le Chili ou l'Argentine.
Depuis le traité sur l'Antarctique de 1961, les territoires au sud des 60 degrés de latitude sud sont protégés de la colonisation et de l'exploitation commerciale. Les pays signataires s'engagent notamment à mettre de côté leurs revendications territoriales sur l'Antarctique (sans toutefois les abandonner) et à renforcer la coopération en matière de recherche scientifique. C'est pourquoi plusieurs pays (dont le Chili et l'Argentine) entretiennent des bases de recherche scientifiques sur ce territoire. La plupart sont situées sur l'archipel des îles Shetland du Sud.

## Timbres
Malgré l'absence de population permanente, le gouvernement britannique émet des timbres à destination principalement des philatélistes au nom de ce territoire. Les premiers timbres de ce territoire datent de 1963, avec des valeurs faciales comprises entre 0,5 penny et une livre. 
Désormais, de dix à vingt nouveaux timbres sont émis chaque année, avec un changement de thématique : explorateurs polaires en 1973, plancton en 1984, fossiles en 1990, vaisseaux de recherche en 1993, etc.
La vente de ces timbres, ainsi que diverses taxes, permettent une certaine indépendance financière du territoire.